# Râfov
Râfov is een Roemeense gemeente in het district Prahova.
Râfov telt 5526 inwoners.